# جو كريسب
جو كريسب (بالإنجليزية: Joe Crisp)‏ هو لاعب كرة قاعدة أمريكي، ولد في 8 يوليو 1885 في هيغينزفيل في الولايات المتحدة، وتوفي في 5 فبراير 1939 في كانساس سيتي في الولايات المتحدة.

## وصلات خارجية
- جو كريسب على موقعبيزبول رفرنس.كوم (الدوري الرئيسي) (الإنجليزية)
- جو كريسب على موقعبيزبول رفرنس.كوم (الدوري الثانوي) (الإنجليزية)